# Флотаційна машина типу ФПМ

Схема пневмомеханічної флотаційної машини типу ФПМ
(а) та її блока-аератора (б)
(1 — корпус камери; 2 — блок-аератор; 3 — повітряна труба; 4 — зливний поріг; 5 — пінознімач; 6 — патрубок; 7 — засувка; 8 — колектор; 9 — вал імпелера; 10 — конус-диспегатор; 11 — імпелер; 12 — статор).

Флотаці́йна маши́на ти́пу ФПМ 12,5 (Росія) належить до пневмомеханічних флотаційних машин.

## Конструкція і принцип дії
Флотаційна машина типу ФПМ виготовляється з одно- і двостороннім пінозйомом, у звичайному і кислотостійкому виконанні. Гранична кількість камер, які послідовно з'єднані між собою на одному рівні, не повинна бути більше шести.
Камера машини (рис а) включає корпус 1, блок-аератор 2 з електроприводом, пінознімач 5 з хитними лопатями і систему підводу повітря, яка складається з патрубка 6, засувки 7 і колектора 8. Машина прямотечійна і збирається з чотирьох- або шестикамерних секцій. Пульпа з однієї секції в іншу потрапляє через проміжний карман. Камерний продукт видаляється з останньої камери через розвантажувальний карман. Перепад рівня в камерах регулюється автоматично за допомогою відповідних регуляторів (у проміжних і розвантажувальному карманах), висота зливного порога — планками, а витрата повітря, що подається в імпелер, — засувками.
Конструкція відцентрового аератора (рис. б) забезпечує створення кільцевого простору між трубою і циліндром. При роботі машини пульпа засмоктується через кільцевий простір між трубою і циліндром, а повітря нагнітається по трубі. Пульпо-повітряна суміш, насичена диспергованими повітряними бульбашками, викидається через статор по всій поверхні днища камери і перетворюється в рівномірно спрямовані вгору потоки, що сприяють підйому бульбашок на поверхню пульпи.
Перевагами машин цього типу порівняно з механічними є можливість регулювання аерації у кожній камері, менші енергомісткість і тривалість флотації в основних операціях, а недоліками — неможливість флотації крупнозернистого матеріалу й необхідність повної виробки камер при заміні блока-аератора.
Флотомашини типу ФПМ застосовуються при збагаченні руд кольорових металів, калійних солей, неметалічних корисних копалин.
Флотаційні машини типу ФПМ з місткістю камери 12,5 і 25 м³ і типу «Денвер ДР» з місткістю камери до 36,1 м³ мають однаковий відцентровий аератор (рис б). Нижня частина повітряної труби 3, у якій обертається вал 9 імпелера 11, поміщена всередину конуса-диспегатора 10.
Конус-диспегатор 11 з'єднаний з повітряною трубою 3 вертикальними ребрами, а його нижня частина приєднана до статора 12. Така конструкція забезпечує створення кільцевого простору між трубою і циліндром. При роботі машини пульпа засмоктується через кільцевий простір між трубою і циліндром, а повітря нагнітається по трубі. Пульпо-повітряна суміш, насичена диспергованими повітряними бульбашками, викидається через статор по всій поверхні днища камери і перетворюється в рівномірно спрямовані вгору потоки, що сприяють підйому бульбашок на поверхню пульпи.
Застосування флотомашин ФПМ-12,5, ФПМ-25 і «Денвер ДР» дозволяє підвищити крупність флотованих частинок, оскільки при великих об'ємах пульпи, що циркулює через імпелер, швидкість висхідних потоків збільшується і забезпечується ефективне зависання мінеральних частинок.
Флотомашини ФПМ-12,5, ФПМ-25 і «Денвер ДР» застосовуються при збагаченні руд кольорових металів, калійних солей, неметалічних корисних копалин.

## Технічні характеристики

| Параметри                             | ФПМ-3,2 | ФПМ-6,3 | ФПМ-8,5 | ФПМ-12,5 | ФПМ-25 | ФПМ-40 |
| ------------------------------------- | ------- | ------- | ------- | -------- | ------ | ------ |
| Об'єм камери, м3                      | 3,2     | 6,3     | 8,5     | 12,5     | 25,0   | 40,0   |
| Імпелер:                              |         |         |         |          |        |        |
| діаметр, мм                           | 650     | 760     | 760     | 900      | 1000   | 900    |
| частота обертання, хв−1               | 200     | 240     | 165     | 190      | 143    | 150    |
| потужність електродвигуна камери, кВт | 5,8     | 17,6    | 15,6    | 27,5     | 35,0   | 40,0   |
| Витрати повітря на одну камеру, м3/хв | 2,3     | 4,4     | 4,8     | 7,5      | 10,0   | 12,0   |
| Продуктивність, м3/хв                 | 8       | 14      | 19      | 22       | 45     | 70     |
| Габарити камери, мм:                  |         |         |         |          |        |        |
| довжина                               | 1750    | 2200    | 2000    | 2600     | 2900   | 3200   |
| ширина                                | 1910    | 2520    | 3100    | 3580     | 3630   | 4400   |
| глибина                               | 2430    | 2940    | 4350    | 3900     | 5630   | 6600   |
| Маса камери, т                        | 2,56    | 3,50    | 6,10    | 6,00     | 10,80  | 18,30  |